# هاتف الأصفهاني
هاتف الأصفهاني (ت. 1198 هـ) هو طبيب وشاعر ، من أهل اصفهان.
هو السيّد أحمد الحسيني الاصفهاني، المتلقّب في شعره بهاتف. ولد في اصفهان، ثم رحل إلى النجف وسكنها مدة، ثم عاد إلى أصفهان كما أقام بكاشان ، و توفي في كاشان سنة 1198 هـ. له ديوان شعر أصبح موضع اهتمام الأدباء والمتأدبين، ونظم بالفارسية والعربية.